# 파이나 멜니크
파이나 그리고리에프나 벨레바-멜니크(러시아어: Фаина Григорьевна Белеба-Мельник, 우크라이나어: Фаїна Григорівна Мельник 파이나 흐리호리프나 멜니크[*], 1945년 7월 9일 ~ 2016년 12월 16일)는 전 우크라이나의 원반던지기 선수로, 1972년 뮌헨 올림픽 금메달리스트였다.
1970년대에 가장 지배적인 육상 선수들 중의 하나로 숙고된 멜니크는 1971~77년 사이에 최고의 여성 원반던지기 선수로 육상 역사에서 세 번째로 가장 오래 세계 1위의 경향을 누린 편이다. 11개의 세계 기록을 세웠다.

## 경력
유대인으로 흐멜니츠키주 바코타에서 태어났다.
1971년 헬싱키에서 열린 유럽 선수권 대회에 첫 국제 데뷔하여 64.22m의 세계 기록을 세웠다.
이듬해 뮌헨 올림픽에서 66.62m의 또 다른 세계 기록을 세운 멜니크는 마지막 3개의 던지기에서 각각 올림픽 기록들을 깼다.
1974년 로마에서 완전한 69.00m를 던져 두 번째 유럽 타이틀을 석권하였다. 이듬해 멜니크는 70m 마크를 깬 첫 여성 선수가 되었다.
1976년 그녀의 개인 전력은 70.50m였으며, 몬트리올 올림픽에서는 4위에 그쳤다.
1977년 뒤셀도르프에서 열린 월드컵에서 우승하기도 하였다.
1984년에는 국제 유대인 스포츠 명예의 전당에 헌액되었고, 모스크바에서 교사로 있기도 했다.